# Embalse de Escalona
El embalse de Escalona o presa de Escalona, es un paraje situado en el municipio de Navarrés, en la provincia de Valencia, Comunidad Valenciana, España. Pertenece a la Confederación Hidrográfica del Júcar.

## Historia
Después de la pantanada de Tous (1982), en la que el río Escalona fue uno de los afluentes que provocaron la quiebra de la presa de Tous, las autoridades decidieron construir esta presa y, a su vez, reconstruir la de Tous.
Se construyó en el año 1995 en el cauce del río Escalona, afluente del Júcar. Esta presa es de laminación, por lo que fue concebida para disminuir los daños que una posible nueva riada pudiera ocasionar. Tiene un volumen normal de embalse de 90 hm³ y máximo de 143 hm³ y abarca una superficie de 460 ha. El aliviadero es de lámina libre con una capacidad de 7913,4 m³ por segundo.